# Менло (Ајова)
Менло (енгл. Menlo) град је у америчкој савезној држави Ајова. По попису становништва из 2010. у њему је живело 353 становника.

## Демографија
Према попису становништва из 2010. у граду је живело 353 становника, што је -12 (-3.3%) становника више него 2000. године.
| Група             | 2000.       | 2010.       |
| Белци             | 357 (97,8%) | 341 (96,6%) |
| Афроамериканци    | 0 (0,0%)    | 1 (0,3%)    |
| Азијати           | 0 (0,0%)    | 2 (0,6%)    |
| Хиспаноамериканци | 2 (0,5%)    | 5 (1,4%)    |
| Укупно            | 365         | 353         |